# Partito Comunista Ungherese
Il Partito Comunista Ungherese (Magyar Kommunista Párt, MKP) venne fondato il 24 novembre 1918, e detenne il potere in Ungheria per un breve periodo dal marzo all'agosto 1919 sotto la guida di Béla Kun, che proclamò la Repubblica Sovietica Ungherese. Il governo comunista fu rovesciato dall'esercito rumeno e i comunisti costretti alla clandestinità. Il partito tornò al potere dopo la seconda guerra mondiale guidato da Mátyás Rákosi. Nel 1948 il partito si fuse con i socialdemocratici per dare vita al Partito Ungherese dei Lavoratori. Il Partito Comunista Ungherese era parte dell'Internazionale Comunista.

## Storia

### Fondazione e primi anni
Fu fondato da Béla Kun, giornalista di simpatie socialdemocratiche, che combatté nella prima guerra mondiale nell'esercito Austro-Ungarico. Catturato e fatto prigioniero di guerra nel 1916 dai russi. Fu mandato in un campo di prigionia sugli Urali, dove divenne comunista. Nel 1917 Kun rimase affascinato dalla rivoluzione russa. Egli, del resto in accordo con la teoria marxista, riteneva che il comunismo fosse più adatto a nazioni "civilizzate" come l'Ungheria invece che alla "barbarica" Russia. Durante il periodo in Russia, Kun imparò il russo (inoltre conosceva bene il tedesco e l'inglese). Nel 1918 insieme ad altri compagni fondò il partito, a Mosca. In origine i membri erano i soli fondatori più qualche simpatizzante della socialdemocrazia.
L'instabilità politica del governo formato da Mihály Károlyi e la crescente popolarità del movimento bolscevico indusse i socialdemocratici a cercare di formare una coalizione con il KMP.
Dopo la creazione della Repubblica Sovietica Ungherese nel marzo 1919, Kun nazionalizzò l'industria privata e collettivizzò l'agricoltura cercando contemporaneamente di normalizzare le relazioni con le nazioni della Triplice intesa. Per i 133 giorni della Repubblica Sovietica Ungherese, il KMP si concentrò soprattutto sul tentativo di risollevare l'economia, compromessa dalla sconfitta nella prima guerra mondiale.
I risultati furono inferiori alle aspettative: l'inflazione aumentò e si registrò una penuria di cibo col risultato che l'opposizione conservatrice, guidata da Miklós Horthy, accrebbe i suoi consensi. Nel mese di giugno, a seguito di un tentato colpo di stato, il KMP lanciò una violenta campagna di terrore per mano della polizia segreta.
La Repubblica sovietica fu soppressa il 1º novembre 1919, dopo la sconfitta schiacciante dell'esercito ungherese da parte della Romania. I romeni occuparono Budapest e Kun fuggì in esilio a Vienna, cedendo il potere ai socialdemocratici.

### Periodo tra le due guerre e l'esilio
Alla caduta della Repubblica sovietica seguì un anno di caccia ai comunisti, noto come Terrore Bianco, ordinato dal governo nazionalista guidato da István Bethlen, durante il quale furono uccise fra le 1.000 e le 5.000 persone, con diverse migliaia di imprigionati e torturati. Gran parte della vecchia leadership del KMP fu giustiziata o esiliata, prevalentemente a Vienna. Nella capitale austriaca i membri del Comitato Centrale del KMP, ancora una volta guidato da Kun, istituirono un Comitato Provvisorio Centrale, che tentò di mantenere i legami con l'Ungheria, dove il partito era divenuto illegale.
Nel corso del 1920 molti comunisti ungheresi, tra i quali Kun, si trasferirono a Mosca, e il vecchio leader, nonostante alcuni dissidi con Lenin, mantenne una posizione di rilievo all'interno del Comintern fino al 1937, quando fu arrestato e giustiziato durante una delle purghe ordinate da Stalin.
Il KMP organizzò il suo primo congresso il 18 agosto 1925. Il Partito istituì anche un partito legale di copertura, il Partito socialista dei lavoratori di Ungheria (MSzMP), che operò in Ungheria fino al 1927, quando fu dichiarato anch'esso illegale.
Nel 1931 fu proclamata la legge marziale che permise al governo di imprigionare i sospettati di appartenere al partito, che si sciolse nel 1936.

### La seconda guerra mondiale e l'ascesa al potere
Alla fine del 1941, a seguito dell'invasione tedesca all'Unione Sovietica, il Comitato Centrale consigliò ai membri del partito di lavorare con i gruppi di resistenza non-comunisti presenti in Ungheria al fine di presentare un fronte antitedesco unito. Ciò indusse il KMP a tentare di ristabilire la propria legalità in Ungheria, nonostante l'alleanza del governo ungherese con la Germania nazista.
Nel 1942 vennero effettuati arresti di massa che distrussero la leadership del KMP. Questo fatto, assieme allo scioglimento del Comintern nel 1943, pose temporaneamente fine al partito.
I comunisti ungheresi, guidati da János Kádár, fondarono un nuovo partito, il Partito della Pace. Questo nome fu usato fino al 1944 quando riprese il nome di Partito Comunista.
Alle prime elezioni dopo la fine della guerra il partito ricevette il 17%, così come i socialdemocratici. Il segretario del partito, László Rajk, fu nominato Ministro degli Interni, carica che gli permise di "epurare" gli altri partiti grazie all'appoggio dell'Armata Rossa. Nell'arco di due anni il MKP riuscì a contenere il peso del Partito dei Piccoli Proprietari Indipendenti, partito di maggioranza nel nuovo governo, e nel 1948 tutti i partiti progressisti erano scomparsi o resi innocui.
Il Partito Comunista si fuse nel 1948 col Partito Socialdemocratico d'Ungheria dando vita al Partito dei Lavoratori Ungheresi. Nel 1949 il "Fronte Indipendente dei cittadini", egemonizzato dai comunisti, prevalse nelle elezioni tenutasi in quell'anno col 95% dei voti, segnando l'inizio del regime comunista in Ungheria.

## Membri di spicco del partito
- Ernő Gerő
- Béla Kun
- József Pogány
- László Rajk
- Mátyás Rákosi
- László Rudas
- Tibor Szamuely
- Ilona Duczynska